# فريدريك شتوك
فريدريك شتوك (بالألمانية: Friedrich August Stock)‏ هو موزع وملحن وموسيقي ألماني، ولد في 11 نوفمبر 1872 في يوليش في ألمانيا، وتوفي في 20 أكتوبر 1942 في شيكاغو في الولايات المتحدة.

## وصلات خارجية
- فريدريك شتوك على موقع ميوزك برينز (الإنجليزية)
- فريدريك شتوك على موقع أول ميوزيك (الإنجليزية)
- فريدريك شتوك على موقع ديسكوغز (الإنجليزية)